# Leptochilus zacatecus
Leptochilus zacatecus är en stekelart som beskrevs av Parker 1966. Leptochilus zacatecus ingår i släktet Leptochilus och familjen Eumenidae. Inga underarter finns listade i Catalogue of Life.